# Тогызбай (озеро)
Тогызбай (каз. Тоғызбай) — озеро в Фёдоровском районе Костанайской области Казахстана. Находится в западе села Аральское.
По данным топографической съёмки 1943 года, площадь поверхности озера составляет 1,29 км². Наибольшая длина озера — 1,8 км, наибольшая ширина — 0,9 км. Длина береговой линии составляет 4,8 км, развитие береговой линии — 1,19. Озеро расположено на высоте 179 м над уровнем моря.